# Southeast High Speed Rail Corridor

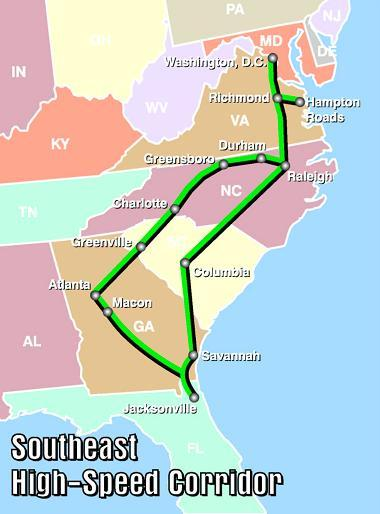
SEHSR nach Planung im Jahr 2000

Der Southeast High Speed Rail Corridor, abgekürzt SEHSR, ist ein Projekt, das im südlichen Teil der Ostküste der Vereinigten Staaten den Ausbau der Eisenbahninfrastruktur für den Personenverkehr vorsieht. Die Verbindungen des Northeast Corridors sollen über Washington D.C. hinaus in die Bundesstaaten Virginia, North Carolina, South Carolina, Georgia und Florida verlängert werden. Es handelt sich nicht um eine Hochgeschwindigkeitsstrecke nach europäischem Vorbild, da die Maximalgeschwindigkeit auf 110 mph (ca. 177 km/h) beschränkt ist.

## Geschichte
Die 1992 vom Verkehrsministerium der Vereinigten Staaten (USDOT) aufgestellte Planung sah nur die Strecke von Washington D.C. über Richmond und Raleigh nach Charlotte vor. 1996 kam die Stichbahn von Richmond nach Hampton Roads hinzu, 1998 wurde die Planung auf die Staaten South Carolina, Georgia und Florida ausgedehnt. Die Hochgeschwindigkeitsstrecke sollte von Charlotte nach Atlanta verlängert werden, weiter wurde eine zweite Strecke vorgesehen, die bei Raleigh abzweigt und über Columbia und Savannah nach Jacksonville führt. Im Jahr 2000 kam die Verbindung von Atlanta nach Jacksonville hinzu.
Im Juni 2001 wurde der Entwurf der ersten Stufe der Umweltverträglichkeitsprüfung für den Abschnitt Washington D.C.–Charlotte veröffentlicht. Dabei wurde von einem Betrieb mit Diesellokomotiven ausgegangen. Die Züge sollten eine Maximalgeschwindigkeit von 110 mph (ca. 177 km/h) erreichen, wobei von täglich vier Zugpaaren ausgegangen wurde, welche die Strecke in sechs bis siebeneinhalb Stunden zurückgelegt hätten.
Im Oktober 2010 erhielt Virginia 44,3 Millionen US-Dollar an Bundesmitteln für den Ausbau von Eisenbahnstrecken für den Reisezugverkehr, mit welchen die endgültige zweite Stufe der Umweltverträglichkeitsprüfung (Final Environmental impact statement; FEIS) für den Abschnitt Washington D.C.–Richmond fertiggestellt werden konnte, die im Mai 2019 veröffentlicht wurde. Der Abschnitt wird mit DC2RVArail für Washington, D.C to Richmond VA rail bezeichnet. Die Höchstgeschwindigkeit der Reisezüge wurde auf 90 mph beschränkt, damit für die im Mischbetrieb mit Güterzügen befahrenen bestehenden Strecken die Sicherungsanlagen nicht angepasst werden müssen.
Die endgültige zweite Stufe der Umweltverträglichkeitsprüfung (FEIS) für den Abschnitt Richmond–Raleigh wurde im September 2015 bei der FRA eingereicht.
Im Dezember 2019 einigten sich die Regierung von Virginia und CSX als Besitzer der Eisenbahninfrastruktur auf die Trennung des Güter- und Personenverkehrs auf dem Abschnitt Washington D.C.–Richmond. Das 3,7-Mrd.-US-Dollar-Projekt umfasst den Bau einer neuen Long Bridge über den Potomac River, den Erwerb von Land und Eisenbahnstrecken sowie den Neubau von 60 km Strecke. Die neue Long Bridge soll ausschließlich von den Reisezügen benutzt werden, während die alte Brücke weiterhin von den Güterzügen genutzt werden soll. Südlich der Long Bridge bis Alexandria soll die Strecke viergleisig, von Alexandria bis Fredericksburg dreigleisig ausgebaut werden. Darin eingeschlossen ist der Franconia-Springfield Passenger Rail Bypass, eine 0,9 Meilen (1,45 km) lange eingleisige Überwerfung, die den Reisezügen erlaubt, südlich von Alexandria die von Güterzügen benutzten Gleise der bestehenden Strecke nach Richmond höhenfrei zu queren, sodass sie bereits auf der richtigen Seite der Strecke die Long Bridge erreichen. Bei Baubeginn 2023 wird mit einer Fertigstellung im Jahr 2026 gerechnet. Nach dem Ausbau kann Amtrak zwischen Washington und Richmond fast stündlich Verbindungen anbieten. Virginia Railway Express, der Betreiber des Regionalverkehrs, kann in den Hauptverkehrszeiten den 15-Minuten-Takt anbieten und den Betrieb auch an den Wochenenden aufrechterhalten.